# 大島 (尼崎市)
大島（おおしま）は、兵庫県尼崎市にある町丁。1丁目から3丁目まである。郵便番号は660-0076。

## 地理
東は大庄中通、西は西宮市小松東町・小曽根町、南は大庄西町、北は大庄北・稲葉荘と隣接している。

## 交通

### 鉄道
鉄道は走っていない。

### バス

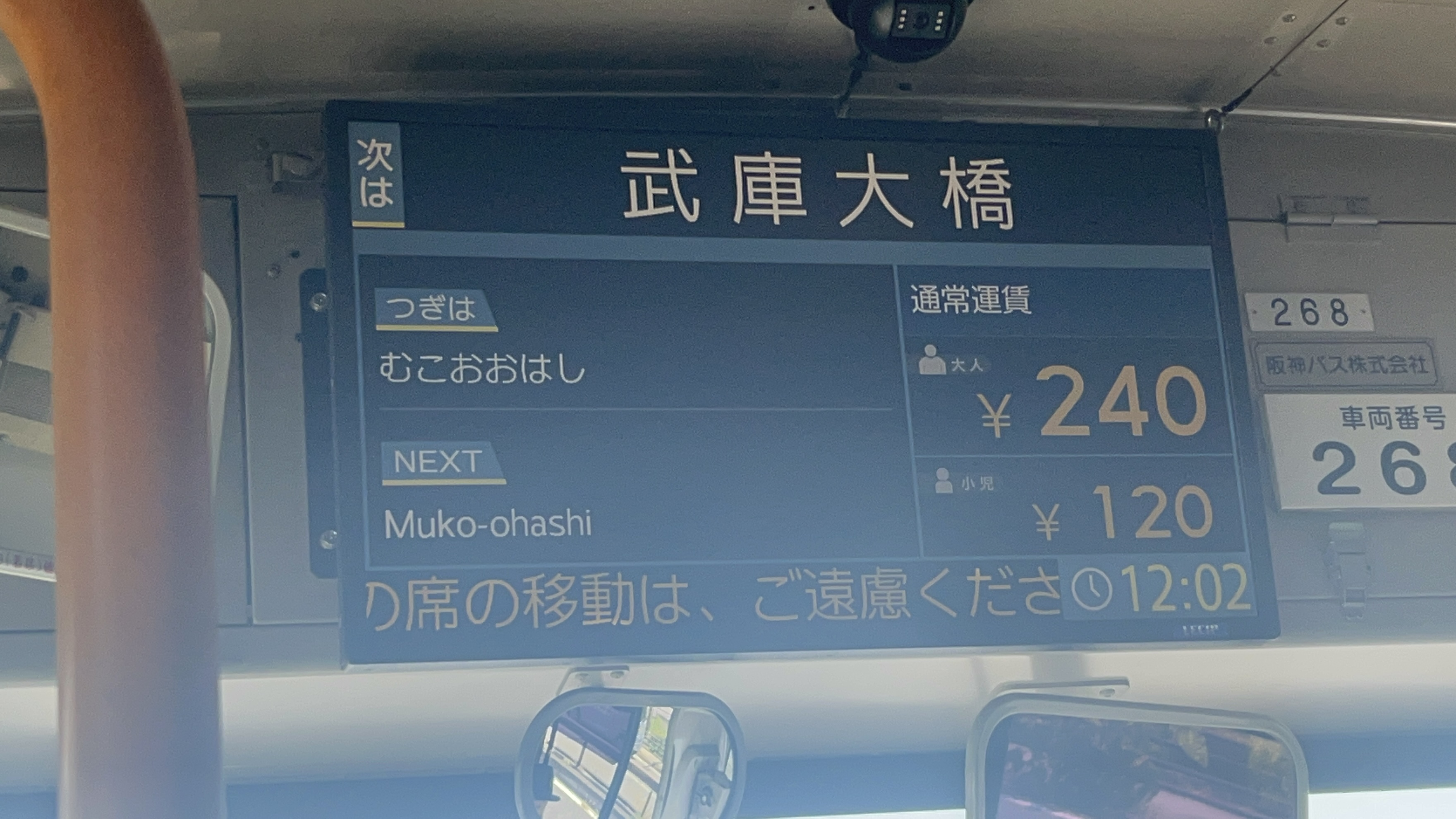
阪神バス武庫大橋停留所案内

| 路線番号     | 業者     | 起点       | 町内の停留所                                                | 終点         |
| ------------ | -------- | ---------- | ----------------------------------------------------------- | ------------ |
| 47           | 阪神バス | 武庫営業所 | (大庄北)-西大島-大島1丁目-大島2丁目-(大庄西町)              | 武庫川       |
| 47-2         | 阪神バス | 武庫営業所 | (稲葉荘)-西大島-大島1丁目-大島2丁目-(大庄西町)              | 武庫川       |
| 50           | 阪神バス | JR尼崎     | (稲葉荘)-西大島-大島1丁目-大島2丁目-(大庄西町)              | 阪神出屋敷   |
| 50-4         | 阪神バス | JR尼崎     | (稲葉荘)-西大島-大島1丁目-大島2丁目-(大庄西町)              | 武庫川       |
| 尼崎西宮線   | 阪神バス | 阪神西宮   | (西宮市戸崎町)-武庫大橋-(稲葉荘)-西大島-東大島-(大庄川田町) | 阪神尼崎     |
| 尼崎宝塚線   | 阪神バス | 宝塚       | (大庄北)-西大島-東大島-(大庄川田町)                         | 阪神尼崎     |
| 杭瀬宝塚線   | 阪神バス | 宝塚       | (大庄北)-西大島-東大島-(大庄川田町)                         | 阪神杭瀬駅北 |
| 宝塚甲子園線 | 阪神バス | 宝塚       | (大庄北)-西大島-(稲葉荘)-武庫大橋-(小曽根町)                | 阪神甲子園   |

- 阪神バス武庫大橋停留所案内

## 校区
出典:
| 丁目 | 区域 | 小学校     | 中学校     |
| ---- | ---- | ---------- | ---------- |
| 1    | 全域 | 成文小学校 | 大庄中学校 |
| 2    | 全域 | 成文小学校 | 大庄中学校 |
| 3    | 全域 | 成文小学校 | 大庄中学校 |

## 施設

### 1丁目
- マクドナルド ２号線武庫川店
- 西駄公園
- 西大島子ども広場
- レオパレス大島
- 日蓮宗 妙昌寺

### 2丁目
- 兵庫県立尼崎西高等学校
- 尼崎市立成文小学校
- 明善寺

### 3丁目
- 尼崎市立大庄北生涯学習プラザ
- 南の口公園
- 寳樹院